# サイクロバクター・アークティカス
サイクロバクター・アークティカス（Psychrobacter arcticus）はプロテオバクテリア門ガンマプロテオバクテリア綱シュードモナス目モラクセラ科サイクロバクター属の種の一つであり、シベリアの永久凍土から分離されたグラム陰性の非運動性細菌である。
P. arcticus由来の低アシル化リポ多糖（LPS: Hypoacylated lipopolysaccharide）は、マクロファージにおいて中程度のTLR4媒介性炎症反応を誘発し、これにより、これら最近の感染症患者は局所および全身の細菌排除機構の不全をもたらす可能性がある。